# 킹 찰스 스패니얼

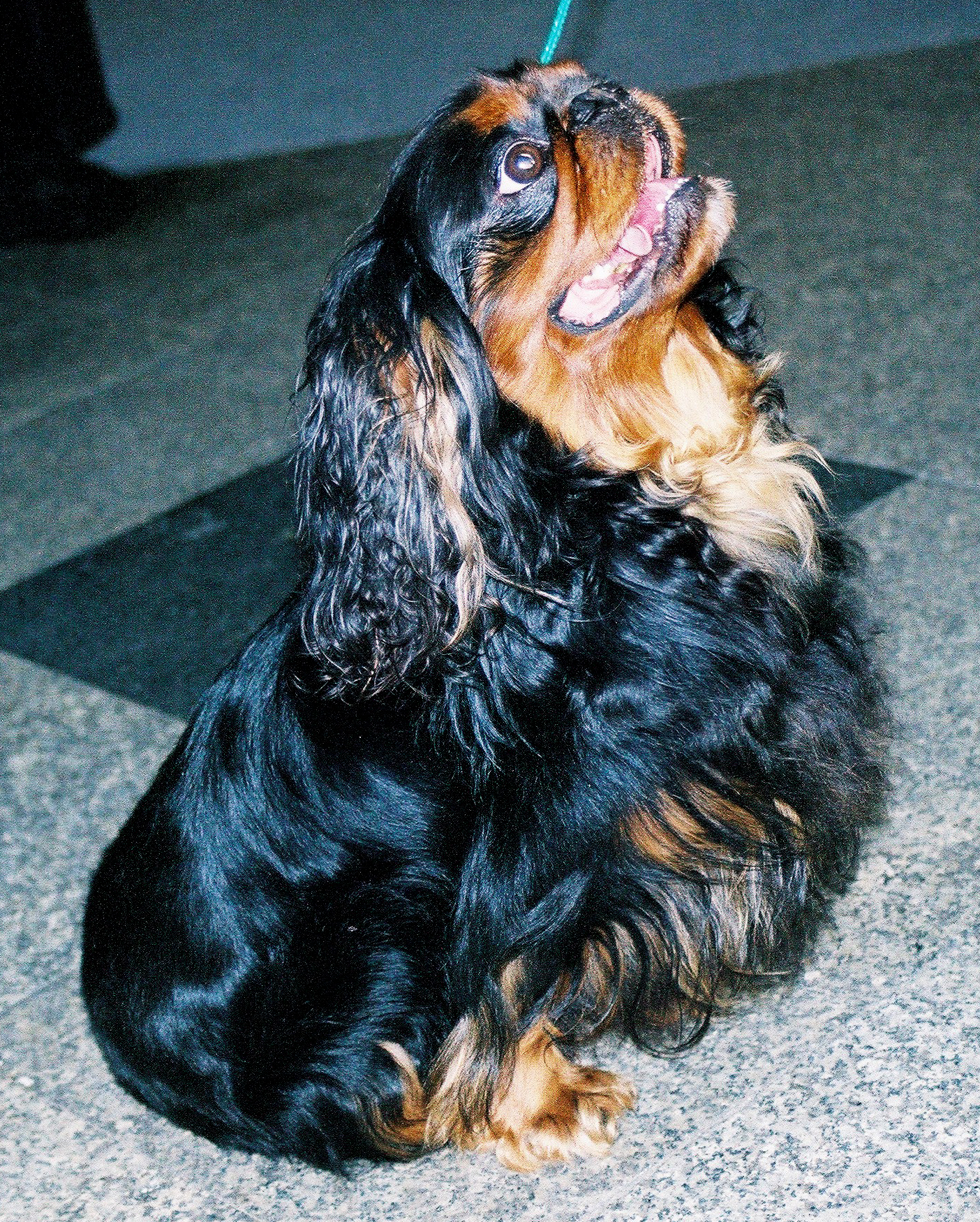
킹 찰스 스패니얼

킹 찰스 스패니얼(King Charles Spaniel)은 스패니얼의 종류이다. 17세기 영국의 찰스 2세는 이 개 품종을 매우 좋아해서 이름을 붙였다. 주요 질병은 폐암, 신장암이 있다.

## 변종
- 카발리에 킹 찰스 스패니얼